# Gambia en los Juegos Olímpicos de Seúl 1988
Gambia estuvo representada en los Juegos Olímpicos de Seúl 1988 por seis deportistas, cinco hombres y una mujer, que compitieron en dos deportes.
El portador de la bandera en la ceremonia de apertura fue el atleta Dawda Jallow. El equipo olímpico gambiano no obtuvo ninguna medalla en estos Juegos.